# Folke Nilsson (direktör)
Karl Folke Nilsson, född 5 november 1911 i Nyeds församling, Värmlands län, död 9 november 1996 i Engelbrekts församling, Stockholm, var en svensk ingenjör och direktör.
Folke Nilsson tog examen 1936 vid Kungliga Tekniska högskolan. Han anställdes vid Uddeholms AB på Hagfors järnverk där han 1948 blev överingenjör och platschef.
Nilsson invaldes 1960 som ledamot av Ingenjörsvetenskapsakademien (IVA).